# Enzo Couacaud
Enzo Couacaud (* 1. März 1995 in Curepipe, Mauritius) ist ein französischer Tennisspieler.

## Karriere
Couacaud spielte zunächst hauptsächlich auf der Future Tour, wo er bislang fünf Titel im Einzel und zwei Titel im Doppel gewann. Ab 2018 spielte er hauptsächlich auf der ATP Challenger Tour.
2015 kam er bei den French Open durch eine Wildcard zu seinem Debüt auf der ATP World Tour. Mit Quentin Halys als Partner verlor er in der ersten Runde gegen Simone Bolelli und Fabio Fognini mit 2:6 und 2:6. Bei der Qualifikation zu den Wimbledon Championships verlor er erst in der dritten Runde gegen John Millman in vier Sätzen.

## Erfolge
| Legende (Anzahl der Siege)  |
| Grand Slam                  |
| ATP World Tour Finals       |
| ATP World Tour Masters 1000 |
| ATP World Tour 500          |
| ATP World Tour 250          |
| ATP Challenger Tour (6)     |

### Einzel

#### Turniersiege
| Nr. | Datum             | Turnier       | Belag     | Finalgegner              | Ergebnis       |
| --- | ----------------- | ------------- | --------- | ------------------------ | -------------- |
| 1.  | 9. September 2018 | Cassis        | Hartplatz | Ugo Humbert              | 6:2, 6:3       |
| 2.  | 28. Februar 2021  | Las Palmas    | Sand      | Steven Diez              | 7:65, 7:63     |
| 3.  | 7. April 2024     | Florianópolis | Sand      | João Lucas Reis da Silva | 3:6, 6:4, 7:61 |

### Doppel

#### Turniersiege
| Nr. | Datum            | Turnier    | Belag         | Partner         | Finalgegner                                 | Ergebnis         |
| --- | ---------------- | ---------- | ------------- | --------------- | ------------------------------------------- | ---------------- |
| 1.  | 17. Oktober 2020 | Alicante   | Sand          | Albano Olivetti | Íñigo Cervantes Oriol Roca Batalla          | 4:6, 6:4, [10:2] |
| 2.  | 6. März 2021     | Las Palmas | Sand          | Manuel Guinard  | Javier Barranco Cosano Eduard Esteve Lobato | 6:1, 6:4         |
| 3.  | 16. Juli 2022    | Rome       | Hartplatz (i) | Andrew Harris   | Ruben Gonzales Reese Stalder                | 6:4, 6:2         |

## Abschneiden bei Grand-Slam-Turnieren

### Herreneinzel
| Turnier         | 2014 | 2015 | 2016 | 2017 | 2018 | 2019 | 2020 | 2021 | 2022 | 2023 | 2024 | 2025 | Karriere |
| --------------- | ---- | ---- | ---- | ---- | ---- | ---- | ---- | ---- | ---- | ---- | ---- | ---- | -------- |
| Australian Open | Q2   | Q2   | —    | —    | —    | —    | Q2   | Q1   | Q3   | 2    | Q1   | Q1   | 2        |
| French Open     | Q1   | Q1   | —    | —    | —    | Q3   | Q3   | 2    | Q2   | Q1   | Q2   |      | 2        |
| Wimbledon       | —    | Q3   | —    | —    | —    | Q3   |      | Q2   | 1    | 1    | Q1   |      | 1        |
| US Open         | —    | Q1   | —    | —    | —    | Q2   | —    | Q3   | 1    | 1    | Q1   |      | 1        |

Zeichenerklärung: S = Turniersieg; F, HF, VF, AF = Einzug ins Finale / Halbfinale / Viertelfinale / Achtelfinale; 1, 2, 3 = Ausscheiden in der 1. / 2. / 3. Hauptrunde; Q1, Q2, Q3 = Ausscheiden in der 1. / 2. / 3. Qualifikationsrunde; nicht ausgetragen

### Herrendoppel
| Turnier         | 2015 | 2016 | 2017 | 2018 | 2019 | 2020 | 2021 | 2022 | 2023 | Karriere |
| --------------- | ---- | ---- | ---- | ---- | ---- | ---- | ---- | ---- | ---- | -------- |
| Australian Open | —    | —    | —    | —    | —    | —    | —    | —    | —    | —        |
| French Open     | 1    | —    | —    | —    | 2    | 1    | —    | 2    | 1    | 2        |
| Wimbledon       | —    | —    | —    | —    | —    |      | —    | —    | —    | —        |
| US Open         | —    | —    | —    | —    | —    | —    | —    | —    | —    | —        |

### Junioreneinzel
| Turnier         | 2011 | 2012 | 2013 | Karriere |
| --------------- | ---- | ---- | ---- | -------- |
| Australian Open | —    | —    | AF   | AF       |
| French Open     | 2    | 1    | AF   | AF       |
| Wimbledon       | 1    | VF   | AF   | VF       |
| US Open         | 1    | 2    | —    | 2        |

### Juniorendoppel
| Turnier         | 2011 | 2012 | 2013 | Karriere |
| --------------- | ---- | ---- | ---- | -------- |
| Australian Open | —    | —    | HF   | HF       |
| French Open     | 1    | HF   | 1    | HF       |
| Wimbledon       | 1    | —    | F    | F        |
| US Open         | AF   | 1    | —    | AF       |